# Brusy (gromada 1954–1961)
Brusy – dawna gromada, czyli najmniejsza jednostka podziału terytorialnego Polskiej Rzeczypospolitej Ludowej w latach 1954–1972.
Gromady, z gromadzkimi radami narodowymi (GRN) jako organami władzy najniższego stopnia na wsi, funkcjonowały od reformy reorganizującej administrację wiejską przeprowadzonej jesienią 1954 do momentu ich zniesienia z dniem 1 stycznia 1973, tym samym wypierając organizację gminną w latach 1954–1972.
Gromadę Brusy z siedzibą GRN w Brusach (wówczas wsi) utworzono – jako jedną z 8759 gromad na obszarze Polski – w powiecie chojnickim w woj. bydgoskim, na mocy uchwały nr 24/5 WRN w Bydgoszczy z dnia 5 października 1954. W skład jednostki wszedł obszar dotychczasowej gromady Brusy ze zniesionej gminy Brusy w tymże powiecie. Dla gromady ustalono 25 członków gromadzkiej rady narodowej.
31 grudnia 1959 do gromady Brusy włączono obszary zniesionych gromad Czyczkowy i Męcikał (bez miejscowości Olszyny) w tymże powiecie.
Gromadę zniesiono 31 grudnia 1961, a jej obszar włączono do nowo utworzonych gromad: Brusy-Południe (wsie Czarniż, Czyczkowy, Czarnowo, Giełdon, Męcikał i Żabno oraz miejscowości Albania, Borki, Bułgaria, Banof, Czernica, Dąbrówka, Kosoboduno, Ksiosk, Kanada, Macieje, Okręglik, Parowa, Pokrzywno, Pekin, Struga, Śpierwa, Szczawiny, Turowiec, Zajączkowo i Zimne Zdroje) i Brusy-Północ (wieś Brusy oraz miejscowości Bingerstwo, Delos, Gacnik, Krowi Most, Piekiełko i Szotowa Góra) w tymże powiecie.
Uwaga: Gromada Brusy (o innym składzie) istniała także w latach 1969–1972.